# Episodi di Missing (terza stagione)
La terza ed'ultima stagione della serie televisiva Missing è composta da 19 episodi, del 2003, anche conosciuta nei paesi anglofoni come 1-800-Missing, è andata in onda negli Stati Uniti dal 12 giugno 2005 al 5 febbraio 2006 sul canale televisivo Lifetime. La serie non è da confondere con l'omonima Missing, del 2012, di cui però è stata prodotta solo una stagione.
Nota: l'episodio 18 è stato trasmesso in prima tv sabato 7 aprile 2012 su La5 assieme alle repliche degli altri episodi.
| nº | Titolo originale                 | Titolo italiano          | Prima TV USA      | Prima TV Italia   |
| -- | -------------------------------- | ------------------------ | ----------------- | ----------------- |
| 1  | Anything for the Baby (1)        | Tutto per il bambino (1) | 12 giugno 2005    | 7 agosto 2007     |
| 2  | Anything for the Baby (2)        | Tutto per il bambino (2) | 19 giugno 2005    | 7 agosto 2007     |
| 3  | Unnatural Disaster               | Calamità naturale        | 26 giugno 2005    | 14 agosto 2007    |
| 4  | Off the Grid                     | Nessuna traccia          | 10 luglio 2005    | 21 agosto 2007    |
| 5  | And the Walls Come Tumbling Down | Muro infranto            | 17 luglio 2005    | 21 agosto 2007    |
| 6  | Looking for Mr. Wright           | La ribellione            | 24 luglio 2005    | 28 agosto 2007    |
| 7  | Last Night                       | L'ultima notte           | 7 agosto 2005     | 4 settembre 2007  |
| 8  | Fugitive                         | Il fuggitivo             | 14 agosto 2005    | 4 settembre 2007  |
| 9  | Analysis                         | Sotto esame              | 21 agosto 2005    | 4 settembre 2007  |
| 10 | Try Again                        | Il processo              | 18 settembre 2005 | 11 settembre 2008 |
| 11 | Patient X                        | Il paziente X            | 18 settembre 2005 | 11 settembre 2008 |
| 12 | Sisterhood                       | Sorelle                  | 25 settembre 2005 | 18 settembre 2008 |
| 13 | Death in the Family              | Morte in famiglia        | 2 ottobre 2005    | 18 settembre 2008 |
| 14 | Have You Seen This Man?          | Doppio sequestro         | 11 dicembre 2005  | 14 gennaio 2009   |
| 15 | Spring Break                     | Vacanze di primavera     | 8 gennaio 2006    | 11 febbraio 2009  |
| 16 | Cut                              | La clinica               | 15 gennaio 2006   | 7 luglio 2009     |
| 17 | Double Take                      | I due rapitori           | 22 gennaio 2006   | 11 agosto 2009    |
| 18 | Exposure                         | La vera identità         | 29 gennaio 2006   | 7 aprile 2012     |
| 19 | So Shall Ye Reap                 | La falce                 | 5 febbraio 2006   | 1º settembre 2009 |